# Елізабет Епштейн
Елізабет Епштейн, до шлюбу Гефтер (березень 1879, Житомир, Україна — 22 січня 1956, Женева, Швейцарія) — російська художниця-модерністка, яка жила і працювала у Росії, Німеччині, Франції та Швейцарії.

## Життя і робота
До 1989 року Епштейн, як і багато інших жінок у мистецтві, була відома лише через кілька згадок у відповідній історичній літературі. Тим часом ситуація покращилася, так що можна хоча б відновити неповну автобіографію. Про появу художниці повідомляємо з фотографії, на якій вона зображена в компанії Василя Кандинського в Парижі. Він чудово узгоджується з портретним начерком Августа Маке 1912 року. Обидва уявлення можуть бути доповнені двома пізніми автопортретами. Зараз у Епштейн понад 70 картин, але немає малюнків чи гравюр.

### Мистецький початок в Росії
Першу художню підготовку Елізабет Гефтер отримала з 1895 по 1897 рік у Леоніда Пастернака, який викладав у московській «Школі живопису, скульптури та архітектури». Він належав до групи передвижників, які виступали за підвищення рівня московських місцевих виставок. Пастернак отримав прізвисько «російський імпресіоніст», що так багато означало для розвитку Епштейн, що вона могла орієнтуватися на художника, відкритого до сучасності.

### Подальше навчання в Німеччині
З 1896 року Гефтер продовжила свою освіту в майстерні словенця Антона Ажбе в Мюнхені до 1904 року, де познайомилася з технікою «мокре по мокрому». Там вона також познайомилася з Кандинським та Олексієм Явленським. Разом з цими та іншими російськими художниками вона відвідувала «рожевий салон» баронеси Маріанни фон Верефкін.
21 квітня 1898 року Гефтер одружилася у Варшаві з лікарем і міським радником д-ром Мешиславом Епштейном (1868-1931). 28 числа. У березні 1899 року в Мюнхені народився їхній син Олександр. Між 1900 і 1902 роками Томас Манн написав оповідання «Тоніо Крьогер», для персонажа якого взірцем послужила дотепна художниця Лісавета Епштейн. У той час Епштейн також спілкувалася з російською художницею Ольгою Марковою-Меєрсон, яка жила на Гізелаштрассе в Мюнхені і була «головою» школи фаланги Кандинського.
З цього часу — приблизно до 1903 року — походить найперша відома картина Епштейн, портрет її сина Олександра, на якій вона використала картину Ажбе широкими мазками пензля. На картині видно, що Епштейн, в дусі свого вчителя Ажбе і сучасному в Мюнхені, опанувала імпресіоністичною картиною «мокре на мокрому» à la Lovis Corinth, майже нарівні зі своїм колегою Явленським. У 1904 році вона поїхала на кілька місяців до Франції і відвідала Académie de la Palette в Парижі, де подружилася з Сонею Терк, також з України. У 1905 році Епштейн залишилася в Швейцарії, а потім повернувся до Мюнхена. Натюрморт, датований 1905 роком Епштейн на картині — похідний від неоімпресіонізму завдяки тому, як робота пензля виконується вузькими мазками та широкими витягнутими плямами — настільки пов'язаний з живописом Явленського того ж часу, що можна припустити, що він створений під його керівництвом у його школі живопису, в якій, наприклад, можна було знайти також Франціську Грефін цу Ревентлоу, Рудольфа Чапека та Габріеле Мюнтер.

### Навчання у Франції
У 1906 році Епштейн вперше деякий час жила у Вестерхемі поблизу Розенхайма, але того ж року повернувся до Парижа. Там вона жила разом із Сонею Терк та іншими митчинями і митцями. Художньо працювала разом із Сонею Терк та художником Ойгеном фон Калером (1882–1911) із Праги. Епштейн «ймовірно» зустріла останнього в Café du Dôme. У Севре разом з Ольгою Меерсон відвідала Кандинського та Габріеле Мюнтер. Особливою подією для неї в 1906 році, мабуть, стала участь у секції російського мистецтва Осіннього салону, організованого Сергієм Дягілєвим у 12 кімнатах з великою помпою в Гран-Пале. Це показало молоде покоління російських художників з роботами, зокрема, такими колегами Епштейна, як Леон Бакст, Олександр Бенуа, Наталія Гончарова, Ігор Грабар, Явленський, Кандинський, Михайло Ларіонов, Костянтин Сомов чи Михайло Врубель. У 1907 році Елізабет брала участь в Осінньому салоні в Парижі. У 1908 році Епштейн знову залишилася в Мюнхені на деякий час, щоб ініціювати розлучення з чоловіком. Разом з Кандинським вона була тоді ученицею Явленського, що видно з листів Кандинського 1930-х років. на 1-й Останній переїзд до Парижа відбувся в жовтні. Знову вона виставлялася в паризькому Осінньому салоні. У 1910 році вона зустріла в Парижі Роберта Делоне, який тим часом був одружений з її подругою Сонею Терк, а також Фернана Леже, Амеде Озенфанта, Жуана Грі та Анрі Ле Фоконьє, який того ж року став членом Neue Künstlervereinigung Munich і брали участь у їхніх виставках.

### Посередниця між паризьким авангардом і редакторами Blauer Reiter
У 1911 році Епштейн знову виставлялася в Осінньому салоні в Парижі. У той час вона стала найважливішою контактною особою Кандинського та Франца Марка на паризькій арт-сцені. Саме вона була посередницею значущого контакту Делоне і Кандінського. Один із їхніх портретів та один із їхніх натюрмортів того часу Кандинський та Марк представили на першій виставці редакції «Синій вершник» (нім. Der Blaue Reiter). Кажуть, що портрет купив Кандинський. Безперечно, вона подарувала Кандинському натюрморт під назвою «Тістельн». Марк забезпечувала продаж своїх робіт у галереї «Neue Kunst» Ганса Гольца. Кажуть, Кандинський попросив її перекласти французькою мовою його твір «Про духовне в мистецтві». У 1912 році вона розлучилася з Мешиславом Епштейном. Франц і Марія Марк, Август Маке відвідали Епштейн в Монморансі поблизу Парижа. У той час Марк був особливо захоплений її портретом. Художниця брала участь у першій серії виставок, організованих редакцією Blaue Reiter у Gereonsklub у Кельні. У 1912 році художній журнал Герварта Волдена «Штурм» (нім. Der Sturm) опублікував її теоретичний трактат «Деякі думки про створення образів», у якому вона, серед іншого, також розглядала кубізм. У 1913 році вона опублікувала ще одне есе в художньому журналі Der Sturm під назвою Das Richlichsein. У ньому вона позитивно відгукувалася про абстрактне мистецтво: «Потяг до абстракції зростає; ця справжня потреба постійно проникає, і абстракція стає першою вимогою». Вона говорила про «справжню абстракцію» і сумнівалася, що хтось здатний з нею впоратися: «Але скільки людей можуть абстрагуватися, не втрачаючи сенсу, скільки можуть залишити свій ґрунт, щоб йти по безпечнішій абстракції? Так створюються твори, які виглядають абстрактно, ніщо і нічого не говорять.» — Галерея «Der Sturm» також виставила два її портрети на Першому німецькому осінньому салоні. Наприкінці року вона знову взяла участь в Осінньому салоні в Парижі. У 1914 році вона зустріла Явленського в Бордігері на Лігурійському узбережжі, який зупинявся у «Віллі Констанція». Епштейн жив у сусідньому пансіонаті Richemont.

### 1920-ті роки в Женеві та Парижі
З 1914 року, згідно з сучасними відомостями, у художній творчості Епштейн був великий пробіл до 1928 року. На основі біографічних даних можна реконструювати, що вона жила, наприклад, з перервами в Женеві та Парижі в 1916/17 рр. У Женеві вона, очевидно, мала контакт з Верефкіним і Явленським, які в той час жили в Сен-Пре на Женевському озері. Епштейн неодноразово виставляла свої картини в Женеві між 1918 і 1928 роками. В іншому випадку детальної інформації про умови їх проживання та роботи за цей період на сьогоднішній день не стало відомо.
У картинах Епштейн, створених з кінця 1920-х років, окремі кубістичні форми зменшені і оформлені менш кристально. На ньому показані пом'якшені та змінені гострі грані. Характерна кольоровість раннього кубізму — коричневий, зелений і золотий — зазвичай узгоджує їх із трьома основними кольорами — приглушеними жовтим, червоним і синім — і асоціює їх із додатковими кольорами Ван Гога — фіолетовим, зеленим та помаранчевим — і доповнює їх неколірна пара чорного і білого. Орфістичні елементи також можна знайти на її фотографіях, які стосуються її співпраці з друзями, подружжям Делоне.

### Париж 1930-х років
У 1930 році Епштейн зробила виставку в галереї Zak в Парижі. До 1938 року брала участь у виставках у Паризькому Салоні Суріндепендантів, заснованому бразильським художником і поетом Вісенте ду Рего Монтейру. З кінця 1934 року Епштейн познайомилася з Кандинським, який також жив у Парижі. Останній повідомив у листі до Явленського, який страждав на артрит у Вісбадені: «Е.І. Епштейн була з нами близько 3 тижнів тому і передає привіт». Інший лист Кандинського 1936 року свідчить, що дружба між Епштейн, Явленським і Кандинським існувала десятиліттями: «Нещодавно з нами була Е. І. Епштейн. Яка мила жінка, добра, дорога людина. Ми говорили про вас і згадували минулі часи і підраховували, як давно ми знайомі. Виявилося 40 років. Ми згадали, як ми разом з вами були студентами». Навіть своїй дружині Ніні (1893-1980) він не приховував, що був колишнім учнем Явленського: «Я розповідав Ніні Миколаївні про наші чудові часи в Мюнхені, де ви мене навчали».

### Переїзд до Женеви
У 1937 році Епштейн вирішила переїхати до Женеви за станом здоров'я. У 1938/39 вона надсилала картини на виставки в галерею Піттореске в Парижі. У 1940/41 рр. виставки її робіт проходили в женевській галереї Moos. У 1942 році її відвідала Соня Делоне. Після тривалої хвороби Елізабет Епштейн померла в Женеві в 1956 році.

## Літератури
- E. Epstein: Einige Gedanken über Bildentstehung, Der Sturm, 1912, Jg. 3, Nr. 140/141, S. 236 f.
- Elisabeth Epstein: Das Lächerlichsein, Der Sturm, 1913, Jg. 4, Nr. 156/157, S. 13
- Bernd Fäthke: Elisabeth Ivanowna Epstein, Eine Künstlerfreundschaft mit Kandinsky und Jawlensky, Clemens Weiler zum Andenken. Galleria Sacchetti, Ascona 1989.
- Bernd Fäthke: Jawlensky und seine Weggefährten in neuem Licht, München 2004, S. 44, 66, 85,121-122, 157, 169.
- Hildegard Reinhardt: Die Abstraktion ist kein Anfang, sondern ein mögliches Ziel. In: Ab nach München. Künstlerinnen um 1900. Ausstellungskatalog Stadtmuseum München, München 2014.
- Hildegard Reinhardt, Elisabeth Epstein: Moscow-Munich-Paris-Geneva, Waystations of a Painter and Mediator of the French-German Cultural Transfer. In: Marianne Werefkin and the Women Artists in Her Circle, edited by Tanja Malycheva and Isabel Wünsche, Leiden/Bostein 2016.

## Веб-посилання
- Бібліографія. Елізабет Епштейн // Німецька національна бібліотека